# Impatiens microceras
Impatiens microceras är en balsaminväxtart som beskrevs av Cornelis Andries Backer. Impatiens microceras ingår i släktet balsaminer, och familjen balsaminväxter. Inga underarter finns listade i Catalogue of Life.